# Albert Viktor
Princ Albert Viktor, vévoda z Clarence a Avondale (Albert Viktor Kristián Eduard; 8. ledna 1864 – 14. ledna 1892) byl nejstarší dítě prince a princezny z Walesu (později krále Eduarda VII. a královny Alexandry) a vnuk vládnoucí britské panovnice, královny Viktorie. Od svého narození byl druhým v linii následnictví britského trůnu, ale nestal se králem ani princem z Walesu, protože zemřel dříve než jeho babička a otec. Jeho otec nosil v historii Anglie nejdéle titul následníka trůnu. V roce 2017 ho překonal současný král Karel III.
Albert Viktor byl své rodině a mnoha pozdějším životopiscům znám jako „Eddy“. Jako mladý hodně cestoval po světě jako námořní kadet a jako dospělý vstoupil do britské armády, ale nevykonával žádné aktivní vojenské povinnosti. Po dvou neúspěšných námluvách se koncem roku 1891 zasnoubil s princeznou Viktorií Marií z Tecku. O několik týdnů později zemřel během velké pandemie. Marie se později provdala za jeho mladšího bratra, který se nakonec v roce 1910 stal králem Jiřím V.
Intelekt, sexualita a duševní zdraví Alberta Viktora byly předmětem spekulací. Fámy v jeho době ho spojovaly se skandálem na Cleveland Street, do kterého byl zapojen také homosexuální nevěstinec; nicméně, neexistuje žádný přesvědčivý důkaz, že by tam někdy šel, nebo byl opravdu homosexuál. Někteří autoři tvrdili, že to on byl sériový vrah známý jako Jack Rozparovač, nebo že se jinak podílel na vraždách, ale současné dokumenty ukazují, že Albert Viktor nemohl být v době vražd v Londýně, a tvrzení je široce odmítáno.

## Život
Albert Victor se narodil jako nedonošený, což bývá považováno za příčinu jeho nevalných intelektuálních schopností. Začal studovat v Cambridgi, studia však pro slabé studijní výsledky přerušil a nastoupil službu v armádě. Vedl velmi volný způsob života, byl zapleten do řady skandálů; existuje dokonce teorie spojující prince s neodhaleným sériovým vrahem Jackem Rozparovačem, která přetrvala v několika filmových adaptacích, třebaže historikové prokázali, že v době londýnských vražd princ pobýval ve Skotsku.
Zasnoubil se s princeznou Marií z Tecku; k manželství však již nedošlo, princ zemřel na zápal plic v roce 1892. Princezna Mary se pak provdala za jeho mladšího bratra, budoucího krále Jiřího V.
Ani smrt prince nezůstala bez komentářů a různých teorií. Jedna z nich hovořila o syfilidě, jiná o předávkování morfiem, objevila se i hypotéza, že princ se dožil 20. let 20. století v izolaci na ostrově Wight a že jeho smrt byla mystifikací, která jej měla eliminovat z jeho nástupnictví na trůn.

## Rodokmen
|                 |                                                               |  |                                                              |                                        |  |  |  |  |  |  |  | František Sasko-Kobursko-Saalfeldský |
|                 |                                                               |  |                                                              |                                        |  |  |  |  |  |  |  |                                      |
|                 | Ernest I. Sasko-Kobursko-Gothajský                            |  |                                                              |                                        |  |  |  |  |  |  |  |                                      |
|                 |                                                               |  |                                                              |                                        |  |  |  |  |  |  |  |                                      |
|                 |                                                               |  |                                                              | Augusta Reuss Ebersdorf                |  |  |  |  |  |  |  |                                      |
|                 |                                                               |  |                                                              |                                        |  |  |  |  |  |  |  |                                      |
|                 | princ Albert                                                  |  |                                                              |                                        |  |  |  |  |  |  |  |                                      |
|                 |                                                               |  |                                                              |                                        |  |  |  |  |  |  |  |                                      |
|                 |                                                               |  |                                                              | Augustus Sasko-Gothajsko-Altenburský   |  |  |  |  |  |  |  |                                      |
|                 |                                                               |  |                                                              |                                        |  |  |  |  |  |  |  |                                      |
|                 | Luisa Sasko-Gothajsko-Altenburská                             |  |                                                              |                                        |  |  |  |  |  |  |  |                                      |
|                 |                                                               |  |                                                              |                                        |  |  |  |  |  |  |  |                                      |
|                 |                                                               |  |                                                              | Luisa Šarlota Meklenbursko-Zvěřínská   |  |  |  |  |  |  |  |                                      |
|                 |                                                               |  |                                                              |                                        |  |  |  |  |  |  |  |                                      |
|                 | Eduard VII.                                                   |  |                                                              |                                        |  |  |  |  |  |  |  |                                      |
|                 |                                                               |  |                                                              |                                        |  |  |  |  |  |  |  |                                      |
|                 |                                                               |  |                                                              | Jiří III.                              |  |  |  |  |  |  |  |                                      |
|                 |                                                               |  |                                                              |                                        |  |  |  |  |  |  |  |                                      |
|                 | Eduard August Hannoverský                                     |  |                                                              |                                        |  |  |  |  |  |  |  |                                      |
|                 |                                                               |  |                                                              |                                        |  |  |  |  |  |  |  |                                      |
|                 |                                                               |  |                                                              | Šarlota Meklenbursko-Střelická         |  |  |  |  |  |  |  |                                      |
|                 |                                                               |  |                                                              |                                        |  |  |  |  |  |  |  |                                      |
|                 | královna Viktorie                                             |  |                                                              |                                        |  |  |  |  |  |  |  |                                      |
|                 |                                                               |  |                                                              |                                        |  |  |  |  |  |  |  |                                      |
|                 |                                                               |  |                                                              | František Sasko-Kobursko-Saalfeldský   |  |  |  |  |  |  |  |                                      |
|                 |                                                               |  |                                                              |                                        |  |  |  |  |  |  |  |                                      |
|                 | Viktorie Sasko-Kobursko-Saalfeldská                           |  |                                                              |                                        |  |  |  |  |  |  |  |                                      |
|                 |                                                               |  |                                                              |                                        |  |  |  |  |  |  |  |                                      |
|                 |                                                               |  |                                                              | Augusta Reuss Ebersdorf                |  |  |  |  |  |  |  |                                      |
|                 |                                                               |  |                                                              |                                        |  |  |  |  |  |  |  |                                      |
| 'Albert Viktor' |                                                               |  |                                                              |                                        |  |  |  |  |  |  |  |                                      |
|                 |                                                               |  |                                                              |                                        |  |  |  |  |  |  |  |                                      |
|                 |                                                               |  | Fridrich Karel Ludvík Šlesvicko-Holštýnsko-Sonderburský-Beck |                                        |  |  |  |  |  |  |  |                                      |
|                 |                                                               |  |                                                              |                                        |  |  |  |  |  |  |  |                                      |
|                 | Fridrich Vilém Šlesvicko-Holštýnsko-Sonderbursko-Glücksburský |  |                                                              |                                        |  |  |  |  |  |  |  |                                      |
|                 |                                                               |  |                                                              |                                        |  |  |  |  |  |  |  |                                      |
|                 |                                                               |  |                                                              | Frederika Schliebenská                 |  |  |  |  |  |  |  |                                      |
|                 |                                                               |  |                                                              |                                        |  |  |  |  |  |  |  |                                      |
|                 | Kristián IX.                                                  |  |                                                              |                                        |  |  |  |  |  |  |  |                                      |
|                 |                                                               |  |                                                              |                                        |  |  |  |  |  |  |  |                                      |
|                 |                                                               |  |                                                              | Karel Hesensko-Kasselský               |  |  |  |  |  |  |  |                                      |
|                 |                                                               |  |                                                              |                                        |  |  |  |  |  |  |  |                                      |
|                 | Luisa Karolina Hesensko-Kasselská                             |  |                                                              |                                        |  |  |  |  |  |  |  |                                      |
|                 |                                                               |  |                                                              |                                        |  |  |  |  |  |  |  |                                      |
|                 |                                                               |  |                                                              | Luisa Dánská a Norská                  |  |  |  |  |  |  |  |                                      |
|                 |                                                               |  |                                                              |                                        |  |  |  |  |  |  |  |                                      |
|                 | Alexandra Dánská                                              |  |                                                              |                                        |  |  |  |  |  |  |  |                                      |
|                 |                                                               |  |                                                              |                                        |  |  |  |  |  |  |  |                                      |
|                 |                                                               |  |                                                              | Fridrich Hesensko-Kasselský            |  |  |  |  |  |  |  |                                      |
|                 |                                                               |  |                                                              |                                        |  |  |  |  |  |  |  |                                      |
|                 | Vilém Hesensko-Kasselský                                      |  |                                                              |                                        |  |  |  |  |  |  |  |                                      |
|                 |                                                               |  |                                                              |                                        |  |  |  |  |  |  |  |                                      |
|                 |                                                               |  |                                                              | Karolina Nasavsko-Usingenská           |  |  |  |  |  |  |  |                                      |
|                 |                                                               |  |                                                              |                                        |  |  |  |  |  |  |  |                                      |
|                 | Luisa Hesensko-Kasselská                                      |  |                                                              |                                        |  |  |  |  |  |  |  |                                      |
|                 |                                                               |  |                                                              |                                        |  |  |  |  |  |  |  |                                      |
|                 |                                                               |  |                                                              | Frederik Dánský                        |  |  |  |  |  |  |  |                                      |
|                 |                                                               |  |                                                              |                                        |  |  |  |  |  |  |  |                                      |
|                 | Luisa Šarlota Dánská                                          |  |                                                              |                                        |  |  |  |  |  |  |  |                                      |
|                 |                                                               |  |                                                              |                                        |  |  |  |  |  |  |  |                                      |
|                 |                                                               |  |                                                              | Žofie Frederika Meklenbursko-Zvěřínská |  |  |  |  |  |  |  |                                      |
|                 |                                                               |  |                                                              |                                        |  |  |  |  |  |  |  |                                      |

## Galerie

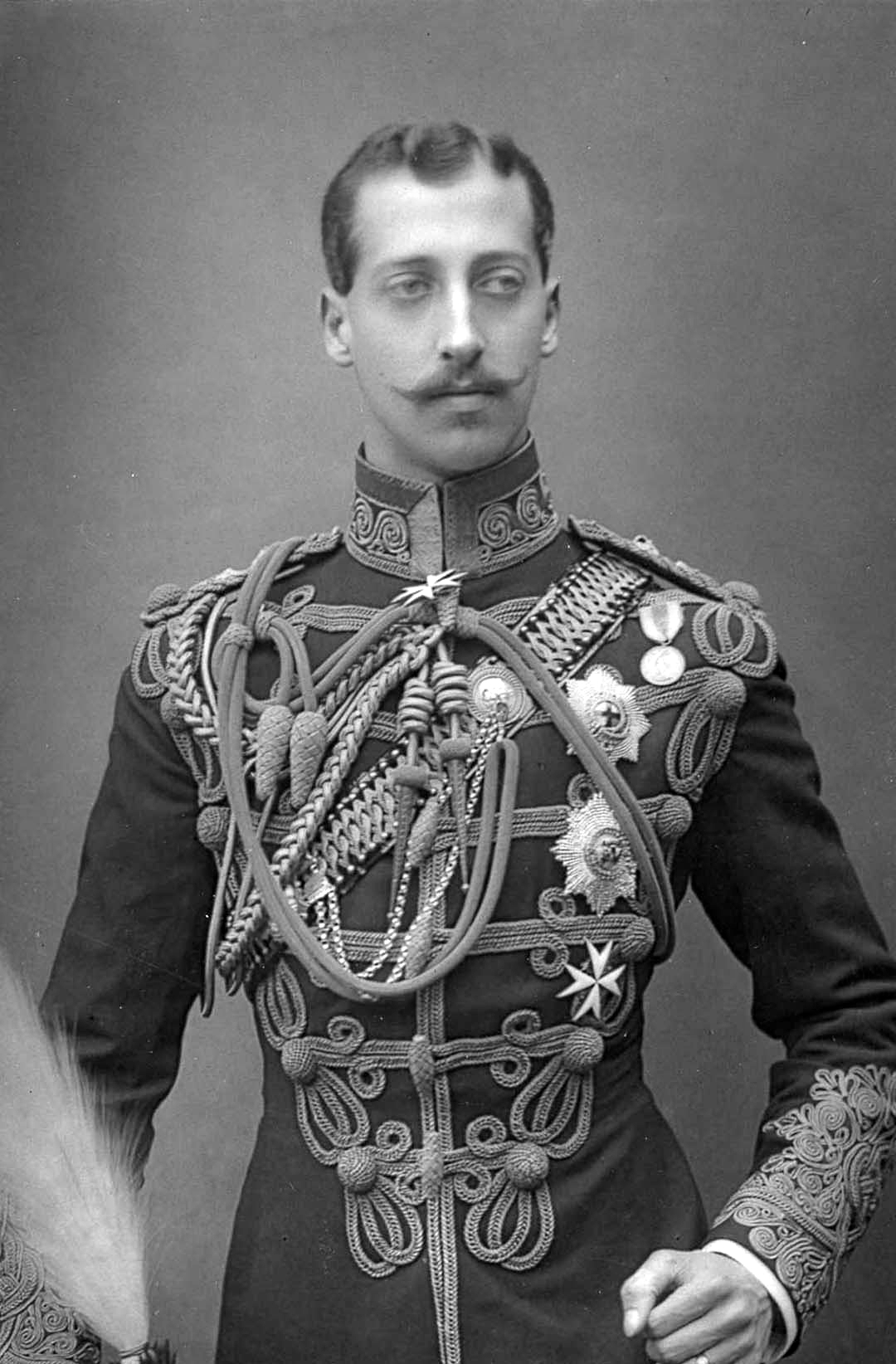
William Downey: Albert Victor
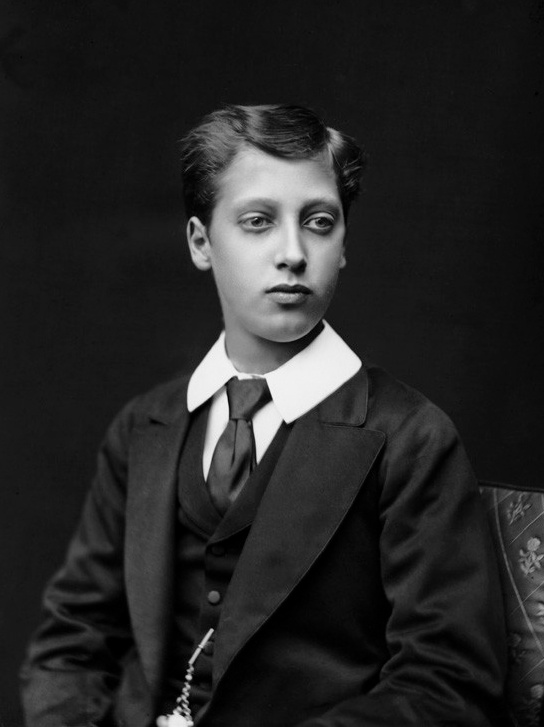
Albert Victor (1875)
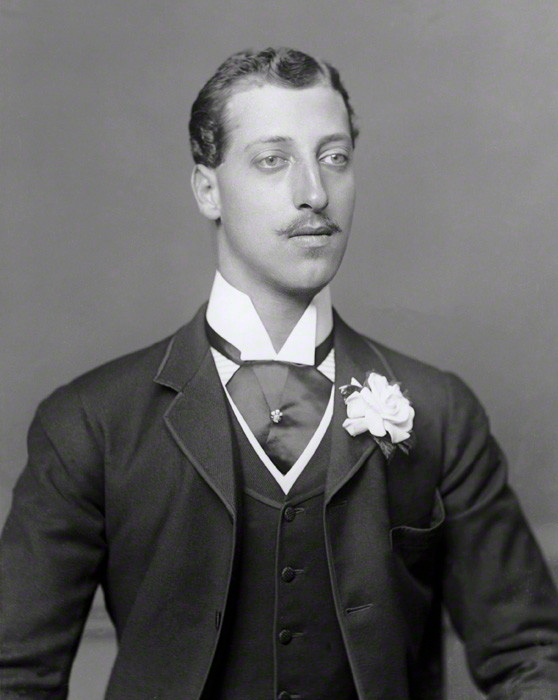
Albert Victor (po r. 1880.), autor Alexander Bassano